# Sapintus horvathi
Sapintus horvathi là một loài bọ cánh cứng trong họ Anthicidae. Loài này được Pic miêu tả khoa học năm 1902.